# غريت سانت جيمس
غريت سانت جيمس هي جزيرة خاصة في جزر العذراء الأمريكية كانت مملوكة من قبل جيفري إبستاين.